# Victor Golla
Victor Golla   (Mount Shasta, 10 de febrer de 1939 - Trinidad, 24 d'abril de 2021) fou un lingüista i un destacat expert en les llengües indígenes de Califòrnia i Oregon, especialment les llengües atapascanes de la costa del Pacífic, subgrup de les llengües atapascanes, i les llengües de la regió que pertanyen al fílum penutià. Era professor emèrit d'antropologia a Universitat Estatal de Humboldt i vivia a Trinidad (Califòrnia).

## Vida i obra
Golla va créixer a la petita ciutat de Mount Shasta, a l'extrem nord de Califòrnia, on el seu pare era embalsamador en una funerària i especialista forense del Comtat de Siskiyou. La família es va mudar a l'àrea de la badia de San Francisco el 1952 i va assistir a l'escola secundària a Oakland. Es va graduar a la Universitat de Califòrnia a Berkeley el 1960 i va rebre el seu doctorat en lingüística de la mateixa institució el 1970.
Golla va ensenyar breument en la Universitat d'Alberta (professor adjunt de lingüística, 1966-1967) i en la Universitat de Colúmbia (instructor d'antropologia, 1967-1968), i després es va establir a Washington DC durant dues dècades, ensenyant en el departament d'antropologia de la Universitat George Washington (1968-1988) i fent investigacions sobre l'extensa documentació d'arxiu de les llengües indígenes americanes que es troba als National Anthropological Archives al Smithsonian Institution. El 1988 va ser convidat a unir-se a la facultat de la Universitat Estatal de Humboldt a Arcata (Califòrnia) com a professor d'Estudis Nadius Americans i director del
Center for Indian Community Development Arxivat 2014-05-12 a Wayback Machine..
A més del seu treball a Humboldt, Golla va realitzar una sèrie de visites cites a UC Davis (professor d'antropologia 1996-1997, associat d'investigació en antropologia, 1997-2006, i des de 2001 co-investigador principal dels J. P. Harrington Database Project. Arxivat 2015-06-10 a Wayback Machine. També va exercir com a consultor lingüístic a la Tribu Hoopa Valley, on va ser responsable de la creació de l'Alfabet Pràctic Hupa i una sèrie de materials pedagògics i de referència, incloent un diccionari bilingüe anglès-hupa (1996a Arxivat 2014-05-12 a Wayback Machine.).
És autor de diversos llibres i nombrosos articles acadèmics sobre les llengües indígenes americanes, entre elles tres gramàtiques del hupa (1970, 1986a, 1996b) i un compendi de 1000 pàgines dels materials lèxics i gramaticals hupa recollits el 1927 per Edward Sapir (Sapir i Golla 2001). La seva última publicació important, California Indian Languages (2011) va rebre en 2013 el premi Leonard Bloomfield Book Award de la Linguistic Society of America per ser el llibre recentment publicat "el que fa la contribució més destacada per al desenvolupament de la nostra comprensió del llenguatge i lingüística".
En 1981 Golla col·laborà en la fundació de la Societat per a l'Estudi de les Llengües Indígenes de les Amèriques (SSILA), i posteriorment va servir durant 25 anys com a secretari-tresorer de la Societat i editor del seu butlletí trimestral SSILA (1982 al 2007). SSILA ha establert recentment el Premi Golla en honor seu, per reconèixer els lingüistes americanistes que mostren una història significativa dels dos beca lingüística i el servei a la comunitat acadèmica.

## Treballs
- Golla, Victor (1970). Hupa Grammar. Doctoral dissertation, University of California, Berkeley.
- Golla, Victor (1976). Tututni (Oregon Athapaskan). International Journal of American Linguistics 42:217-227.
- Golla, Victor & Shirley Silver, editors (1978). Northern California Texts. IJAL-Native American Texts Series 2(2). Chicago: University of Chicago Press.
- Krauss, Michael E. & Victor Golla (1981). Athabaskan Languages of the Subarctic. In Handbook of North American Indians, volume 6:Subarctic (June Helm, editor), pp. 67–85. Washington: Smithsonian Institution.
- Golla, Victor (1984). The Sapir-Kroeber Correspondence. Letters Between Edward Sapir and A. L. Kroeber, 1905-1925. Survey of California and Other Indian Languages, Report 6. Berkeley: Department of Linguistics, University of California.
- Golla, Victor (1986a). A Short Practical Grammar of Hupa. Hoopa: Hupa Language Project, Hoopa Valley Tribe.
- Whistler, Kenneth W. & Victor Golla (1986b). Proto-Yokuts Reconsidered. International Journal of American Linguistics 52: 317-358
- Golla, Victor (1987). Sapir, Kroeber, and North American Linguistic Classification. In New Perspectives on Edward Sapir in Language, Culture and Personality (W. Cowan et al., editors), pp. 17–38. Amsterdam and Philadelphia: John Benjamins.
- Golla, Victor, editor (1994). John P. Harrington and His Legacy. Special Issue, Anthropological Linguistics (volume 33.4, March 1984).
- Golla, Victor (1996a). Hupa Language Dictionary, Second Edition. Arcata: Center for Indian Community Development, Humboldt State University and Hoopa Valley Tribe. (Online eLibrary file Arxivat 2014-05-12 a Wayback Machine..)
- Golla, Victor (1996b). Sketch of Hupa, an Athapaskan Language. Handbook of North American Indians, volume 17, Languages (Ives Goddard, editor), pp. 364–389. Washington: Smithsonian Institution.
- DeLancey, Scott & Victor Golla (1997). Penutian: Retrospect and Prospect. International Journal of American Linguistics 63:171-201
- Sapir, Edward & Victor Golla (2001). Hupa Texts, with Notes and Lexicon. In: The Collected Works of Edward Sapir, volume 14, Northwest California Linguistics (Victor Golla & Sean O’Neill, editors), pp. 19–1011. Berlin & New York: Mouton de Gruyter.
- Golla, Victor (2003). Ishi's Language. In: Ishi in Three Centuries (Karl Kroeber & Clifton Kroeber, editors), pp. 208–225. Lincoln: University of Nebraska Press.
- Golla, Victor & Juliette Blevins (2005). A New Mission Indian Manuscript from the San Francisco Bay Area. Boletíin, California Mission Studies Association 22:33-61.
- Golla, Victor (2007a). North America. In: Encyclopedia of the World's Endangered Languages (Christopher Moseley, editor), pp. 1–96. London & New York: Routledge.
- Golla, Victor (2007b). Liinguistic Prehistory. In: California Prehistory. Colonization, Culture and Complexity (Terry L. Jones & Kathryn A. Klar, editors), pp. 71–82. Lanham (Maryland): Altamira Press.
- Golla, Victor, with Lyle Campbell, Ives Goddard & Marianne Mithun (2008). North America. In: Atlas of the World's Languages, second revised edition (R .E. Asher & Christopher Moseley, editors). London & New York: Routledge.
- Golla, Victor (2011). California Indian Languages. Berkeley, Los Angeles and London: University of California Press.